# Az oroszlánkirály 3. – Hakuna Matata
Az oroszlánkirály 3. – Hakuna Matata (eredeti cím: The Lion King 1 1/2) 2004-ben megjelent amerikai 2D-s számítógépes animációs film, amely  az Oroszlánkirály-trilógia harmadik, utolsó része. Az animációs játékfilm rendezője Bradley Raymond, producere George A. Mendoza. A forgatókönyvet Tom Rogers és Roger Allers írta, a zenéjét Don Harper szerezte. A Walt Disney Pictures és a DisneyToon Studios gyártásában készült, a Walt Disney Home Video forgalmazásában jelent meg. Műfaja zenés filmvígjáték.
Amerikában 2004. február 10-én, Magyarországon 2004. március 2-án adták ki DVD-n és VHS-en.

## Cselekmény
Ahelyett, hogy Simba lányának története után Simba unokája kapcsán meséltek volna az élet körforgásáról, az alkotók zseniális ötlettel felvállalták, hogy tényleg ugyanazt a történetet beszélik el még egyszer... csak ezúttal hátulnézetből, sok humorral. Kiderül ugyanis, Timon és Pumba, a szurikáta és a varacskos disznó jelen voltak az Oroszlánkirály-rajzfilm minden fontos jelenetében, csak  nem láttuk őket. Simba bemutatásakor például az állatok valójában a hátsó sorban ágaskodó Pumbaa szellentése miatt borultak a földre. A film Timon eredetét is bemutatja meg azt is hogy hogyan találkozott össze Timon Pumbaa-val. Időnként Timon és Pumbaa sziluettje helyenként feltűnik az előtérben, mintha velünk együtt néznék a DVD-t: néha megállítják vagy pörgetik a filmet, hirtelen valami tök más műsort látunk, aztán kiderül, hogy nem mi, hanem Pumbaa ült rá a távkapcsolóra, a slágert pedig természetesen karaokéban nyomják. Szülők ujjongva ismernek magukra a kölyök Szimba éjszakai ébresztőinek („pisilni kell”, „szomjas vagyok”, „rosszat álmodtam”) jelenetsorán.

## Televíziós megjelenések
- Disney Channel, Disney Junior, Paramount Channel
- RTL Klub, Cool TV